# Motte d'Annebault
La motte d'Annebault est le vestige d'un ancien château de bois et de terre qui se dresse sur le territoire de la commune française d'Annebault dans le département du Calvados, en région Normandie.
Les vestiges de la motte féodale sont classés au titre des monuments historiques.

## Localisation
Les vestiges de la motte castrale sont situées dans la forêt, au sud du village d'Annebault, dans le département français du Calvados.

## Description
Il subsiste les traces de la motte avec son fossé et son baille ceint d'un rempart de terre, l'ensemble entouré d'un premier fossé.

## Protection
Les vestiges de la motte féodale sont classés au titre des monuments historiques par arrêté du 8 mai 1973.